# Тусупова Лейла Амангельдіївна
Тусупова Лейла Амангельдіївна — казахстанський економіст, доктор економічних наук, професор.
Працює проректором з післявузівської освіти і міжнародного співробітництва Університету «ТУРАН»
Головний вчений секретар Академії економічних наук Казахстану.
Докторська дисертація: "Государственное регулирование социальной сферы: теория, методология, практика",  2010 р.

## Окремі праці
- Тусупова Л.А. Казахстанская модель социальной экономики
- Тусупова Л.А. Развитие человеческого потенциала как фактора социальных преобразований
- Тусупова Л.А. Государственное регулирование накопительной пенсионной системы.